# Burna Boy
Burna Boy, artistnamn för Damini Ebunoluwa Ogulu, född 2 juli 1991 i Port Harcourt, Rivers State, en nigeriansk sångare, låtskrivare och musikproducent. Hans musikstil blandar genrer som afrobeats, dancehall och reggae.
Burna Boy väckte slog igenom med singeln "Like to Party" från debutstudioalbumet L.I.F.E (2013). År 2017 skrev han kontrakt med på Atlantic Records i USA för att släppa sitt tredje studioalbum, Outside (2018). Burna Boys sjätte studioalbum Love, Damini släpptes 2022 och slog rekord som den det högst placerade nigerianska albumet på Billboard 200-listan. Love, Damini blev också det högst rankade afrikanska albumet i Frankrike, Nederländerna och Storbritannien. Han är också den första afrikanska artisten att sälja ut såväl Wembley Stadium i London som Madison Square Garden i New York.
År 2024 rankade Time Burna Boy som en av världens 100 mest inflytelserika personer.

## Utmärkelser
- Nigeria Entertainment Awards
- Edisonpriset
- MOBO Awards
- Grammy Award
- BET Awards 2021
- MTV Europe Music Awards
- BET Awards
- The Headies
- Soundcity MVP Awards Festival
- NME Awards

[Redigera Wikidata]